# Paus Anterus
Anterus, ook wel Anteros of Anterius genoemd (Griekenland, geboortedatum onbekend - Rome, 3 januari 236) was de negentiende paus van de Katholieke Kerk. Hij was van Griekse afkomst. Zijn pontificaat duurde 43 dagen, van 21 november 235 tot 3 januari 236, die hij geheel in gevangenschap doorbracht. Zijn eerste zorg was het verzamelen van alle akten van martelaars. Hij zou de eerste paus zijn die in de crypte van de Catacombe van Sint-Calixtus begraven werd.
Vanwege zijn martelaarschap werd hij heilig verklaard. De Katholieke Kerk gedenkt hem op 3 januari, de Orthodoxe Kerken op 5 augustus.
Cursief: tegenpaus